# Bongao

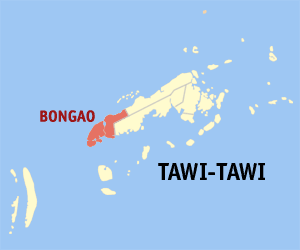
Bản đồ Tawi-Tawi với vị trí của Bongao

Bongao là một đô thị hạng 3 ở tỉnh Tawi-Tawi, Philippines. Theo điều tra dân số năm 2000, đô thị này có dân số 58.174 người trong 10.146 hộ.

## Các đơn vị hành chính
Bongao được chia thành 35 barangay.
| - Ipil - Kamagong - Karungdong - Lakit Lakit - Lamion - Lapid Lapid - Lato Lato - Luuk Pandan - Luuk Tulay - Malassa - Mandulan - Masantong | - Montay Montay - Pababag - Pagasinan - Pahut - Pakias - Paniongan - Pasiagan - Bongao Poblacion - Trung tâmm chính - Sanga-sanga - là nơi có Sân bay quốc tế Tawi-Tawi và Đại học quốc gia Mindanao. - Silubog - Simandagit - Sumangat | - Tarawakan - Tongsinah - Tubig Basag - Ungus-ungus - Lagasan - Nalil - Pagatpat - Pag-asa - Tubig Tanah - Tubig-Boh - Tubig-Mampallam |